# Đại học Giáo hoàng Comillas

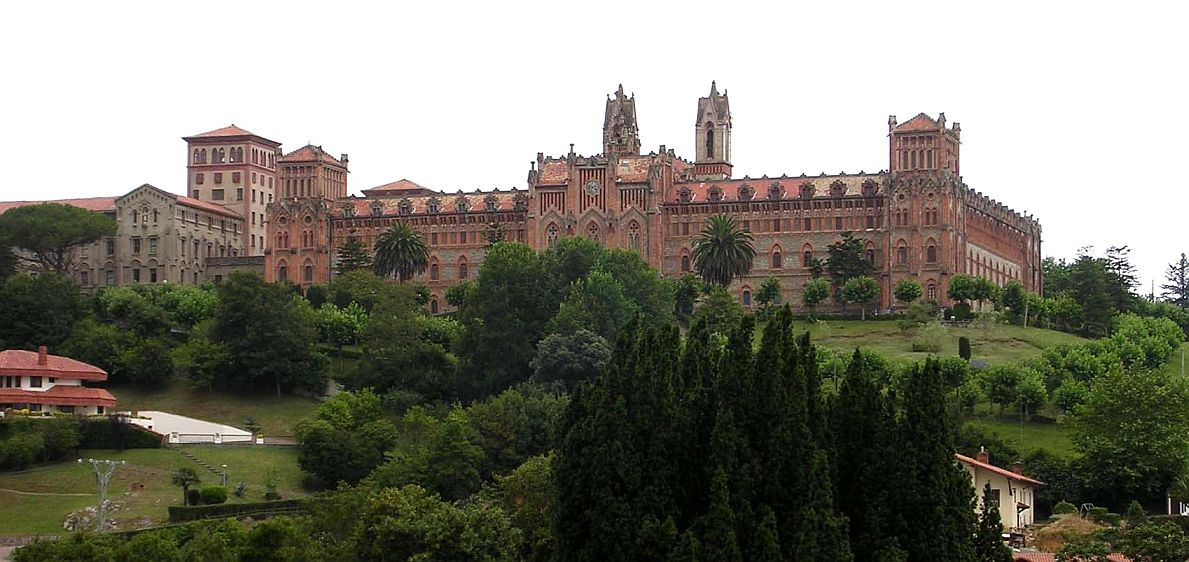
Tòa nhà trường sở đầu tiên của Đại học Giáo hoàng Comillas

Đại học Giáo hoàng Comillas (tiếng Tây Ban Nha: Universidad Pontificia Comillas) là một trường đại học tư thục nằm ở Madrid, Tây Ban Nha. Đây là một tổ chức giáo dục Công giáo, được điều hành bởi Dòng Tên.
Trường đại học này xếp thứ 5 về chất lượng trong xếp hạng các trường đại học luật tại Tây Ban Nha theo bảng xếp hạng của El Mundo, thứ 4 trong bảng xếp hạng các trường kỹ thuật công trình công nghiệp và thứ 3 trong các trường công tác xã hội. Ngôi trường đã tham gia vào một số chương trình trao đổi học thuật, đề án thực tập làm việc và dự án quốc tế với hơn 200 tổ chức giáo dục đại học ở châu Âu, châu Mỹ La tinh, Bắc Mỹ và châu Á.

## Lịch sử
Năm 1890, Giáo hoàng Leo XIII đã cho thành lập Đại chủng viện Thánh Antôn thành Padova tại thị trấn Comillas (Cantabria, Tây Ban Nha) để đáp ứng với nỗ lực của Hầu tước Comillas trong việc xây dựng một cơ sở cho giáo dục các Chủng sinh chức Linh mục. Tại thời điểm thành lập, Đại chủng viện được giao cho Dòng Tên quản lý và điều hành. Năm 1904, Trường Đại học Giáo hoàng được thành lập khi Giáo hoàng Pius X được cấp điện Seminary tặng bằng cấp trong Thần học, Triết học và Giáo Luật. Năm 1969 trường được chuyển tới Madrid.
Năm 1978, Linh mục Dòng Tên đưa vào trường giáo dục đại học Madrid tổ chức-ICAI của họ ICADE, các thực thể kết quả của sự hợp nhất năm 1960 của ICAI và ICADE, hai viện được thành lập vào năm 1908 và 1956 tương ứng. Các trường này hiện nay là Trường Kỹ thuật ICAIt, Trường Luật ICADE và Trường Kinh doanh và Kinh tế ICADE.